# Федотов, Фёдор Михайлович
Фёдор Михайлович Федотов (род. 12 июля 1995, Иерусалим, Израиль) — российский актёр театра и кино, наиболее известен по главной роли в исторической драме режиссёра Михаила Локшина «Серебряные коньки».

## Биография
Родился 12 июля 1995 года в Иерусалиме.
Отец — Михаил Васильевич Федотов, хирург и писатель.
Мать — Евгения Эдуардовна Тропп, театральный критик, декан театроведческого факультета РГИСИ. Дед — физик и математик, профессор, поэт, переводчик стихов.
В 1998 году семья переехала в Санкт-Петербург.
С детства серьёзно занимался спортом. В три года отец поставил его на коньки, а потом записал в хоккейный клуб «Спартак», откуда в подростковом возрасте Фёдор перешёл в клуб «Смена», где стал капитаном и победителем городских, российских и международных соревнований.
Мать часто водила мальчика в театр и знакомила с миром искусства, но в театральный кружок он не ходил. Любимыми спектаклями Фёдора были «Все мыши любят сыр» и «Остров сокровищ» Театра юных зрителей им. А. А. Брянцева.
Юноша думал о спортивной карьере, но судьба привела его в театральный мир. Профессиональным актёрским навыкам обучался в Санкт-Петербургской государственной академии театрального искусства в мастерской профессора Грачёвой Ларисы Вячеславовны, ученицы Георгия Товстоногова.
Курс Федотова был прикреплён к Театру юных зрителей, где руководителями (кураторами) были Адольф Шапиро и Вениамин Фильштинский. В 2014 году Федотов впервые вышел на сцену этого театра, чтобы сыграть спектакль Адольфа Шапиро «Вино из одуванчиков». В 2016 году он окончил творческий вуз с красным дипломом. В том же году поступил в труппу Театра юных зрителей. Исполнял главные роли в спектаклях «Вино из одуванчиков», «Начало» и «Страдания юного Вертера». В «Волшебнике Изумрудного города» юный актёр перевоплощался в неунывающего друга главной героини — пса Тотошку, в спектакле «Зима, когда я вырос» играл роль Пита Звана.
Увлекающийся футболом, Федотов вошёл в команду Актёрского футбольного клуба ТЮЗа им. А. А. Брянцева, созданного в 2010 году и регулярно принимавшего участие в розыгрыше «Кубка Лаврова» среди команд театров Санкт-Петербурга. В сезоне 2015/2016 Фёдор Федотов забил 30 голов за команду, а в сезоне 2018/19 забил 35 голов и вместе с Андреем Слепухиным составил один из лучших атакующих дуэтов театральной лиги.
В 2016 году вместе с однокурсниками Федотов выступил одним из создателей и участников Социально-художественного театра, совмещая работу в двух театрах.
В 2017 году проходил службу в армии, был миномётчиком, потом попал в военный ансамбль песни и пляски. Был командиром отделения.
В конце 2020 года увидели свет две кинокартины с участием Федотова. 22 октября на видеосервисе Start вышел сериал режиссера Нурбека Эгена «Шерлок в России», в котором Федотов исполнил роль Антона Свиридова. В декабре 2020 года состоялась премьера мелодрамы Михаила Локшина «Серебряные коньки», в которой актёр перевоплотился в 18-летнего сына фонарщика Матвея.
В 2021 году занял первое место в восьмом сезоне шоу «Ледниковый период», где выступал в паре с олимпийской чемпионкой по фигурному катанию 2014 года Татьяной Волосожар.
В 2022 году занял второе место в шоу «Ледниковый период. Снова вместе», где выступал с двукратной чемпионкой мира и Европы  Евгенией Медведевой.
В 2024 году дебютировал в качестве режиссёра спектаклем «Драконом Шварца».

### Личная жизнь
3 мая 2021 года женился на своей однокурснице, актрисе и режиссёре Анастасии Сергеевне Грибовой.
В браке родилась:
- дочь — Ульяна Фёдоровна Федотова (10 января 2022 года)

## Творчество

### Фильмография
| Год  |    | Название                       | Роль                                  |
| 2017 | с  | Обратный отсчет                | Валентин                              |
| 2020 | ф  | Серебряные коньки              | Матвей                                |
| 2020 | с  | Шерлок в России                | Антон Свиридов                        |
| 2020 | ф  | Любушка                        | лейтенант Ильиничев                   |
| 2021 | с  | Медиум                         | Паша                                  |
| 2021 | с  | Последний аксель               | Артём Артаков                         |
| 2022 | мф | Щелкунчик и волшебная флейта   | Георг (озвучка)                       |
| 2023 | с  | Мир! Дружба! Жвачка! (3 сезон) | Гоша                                  |
| 2024 | с  | Прелесть                       | Цыган (Алексей Владимирович Цыганков) |
| 2024 | с  | В парке Чаир (в производстве)  | Серёжа                                |

### Роли в театре
| Год  | Название                     | Роль              | Место проведения                    |
| 2014 | Вино из одуванчиков          | Дуглас Сполдинг   | Театр юных зрителей                 |
| 2016 | Временно недоступен          | Нико              | Театр юных зрителей                 |
| 2016 | Волшебник изумрудного города | Тотошка           | Театр юных зрителей                 |
| 2016 | Том Сойер                    | Том Сойер         | Театр юных зрителей                 |
| 2017 | Зима, когда я вырос          | Пит Зван          | Театр юных зрителей                 |
| 2018 | Страдания юного Вертера      | Вертер            | Театр юных зрителей                 |
| 2019 | Алые паруса                  | Мэннерс-младший   | Театр юных зрителей                 |
| 2020 | Ромео и Джульетта            | Тибальт           | Театр юных зрителей                 |
| 2020 | Тиль Уленшпигель             | Тиль              | Санкт-Петербургский городской театр |
| 2014 | Зло                          | Эрик Понти        | Социально-художественный театр      |
| 2015 | Сотворившая чудо             | Ангел             | Социально-художественный театр      |
| 2018 | Медовая долина               | медвежонок Мартин | Социально-художественный театр      |

## Награды и номинации
| Год             | Премия                                                     | Категория                                  | Номинант                                    | Результат |
| --------------- | ---------------------------------------------------------- | ------------------------------------------ | ------------------------------------------- | --------- |
| 2018            | Молодежная премия Санкт-Петербурга                         | «В области сценического искусства»         | Вертер, спектакль «Страдания юного Вертера» | Победа    |
| 2019            | Высшая театральная премия Санкт-Петербурга «Золотой софит» | «Лучшая мужская роль в оперетте и мюзикле» | Мэннерс-младший, спектакль «Алые паруса»    | Номинация |
| (сезон 2018/19) | Театральная Премия «ПРОРЫВ»                                | «Лучший актёр»                             | Мэннерс-младший, спектакль «Алые паруса»    | Номинация |
| 2021            | ТОП50. Самые знаменитые люди Петербурга                    | «Кино»                                     |                                             | Победа    |
| 2021            | GQ Мужчины года                                            | «Открытие года»                            |                                             | Номинация |